# Monterosso Almo
Monterosso Almo (sicilià Muntirrussu) és un municipi italià, dins de la província de Ragusa. L'any 2007 tenia 3.324 habitants. Limita amb els municipis de Chiaramonte Gulfi, Giarratana, Ragusa, Licodia Eubea (CT), Vizzini (CT) i Buccheri (SR).

## Administració

Ubicació de Monterosso Almo dins de la província

| Període | Identitat       | Partit        |
| ------- | --------------- | ------------- |
| 2007-   | Salvatore Sardo | Llista cívica |